# Ankylopteryx quadrimaculosa
Ankylopteryx quadrimaculosa är en insektsart som beskrevs av Hölzel 2001. Ankylopteryx quadrimaculosa ingår i släktet Ankylopteryx och familjen guldögonsländor. Inga underarter finns listade i Catalogue of Life.